# Onthophagus denticollis
Onthophagus denticollis là một loài bọ cánh cứng trong họ Bọ hung (Scarabaeidae).